# Harold E. Varmus
Harold Elliot Varmus (18 de diciembre de 1939) es un científico estadounidense ganador del premio Nobel, fue el decimocuarto director del Instituto Nacional del Cáncer, puesto para el cual fue nombrado por el presidente Barack Obama, y antes de eso fue director de los Institutos Nacionales de Salud de 1993 a 1999. Actualmente es profesor de medicina de la Universidad Lewis Thomas en el Centro Médico Weill Cornell

## Premio Nobel
Obtuvo el Premio Nobel de Fisiología o Medicina en 1989 compartido con J. Michael Bishop por sus trabajos sobre el oncogén humano.